# Kende Paula
Kende Paula, született Lőb Paulina Terézia (Budapest, 1880. június 29. – Budapest, Terézváros, 1965. július 20.) színésznő.

## Életútja
Koriger Rajmund József bankhivatalnok és Lőb Amália (1840–1923) leánya. Szülei tizenöt évvel megszületése után kötöttek házasságot. Színészakadémiát végzett, azután 1896-ban Krecsányi Ignác budai színtársulatához szerződött s több nagyobb városban működött. 1900–1901-ben Pécsett szerepelt mint hősnő és társalgási színésznő, 1904–1907-ben Pozsonyban lépett színpadra. Sok sikerrel játszott 1907 és 1910 között Szegeden is, Makó Lajosnál. 1911 júliusában a Vígszínház szerződtette, ahol augusztus 31-én mutatkozott be Az őrnagy úr komika-szerepében. 1949-ig volt az intézmény tagja. 1951-ben férjével együtt kitelepítették, majd 1953-tól az Ódry Árpád Művészotthonban lakott.
1914. március 12-én Budapesten házasságot kötött Herman Rajmund gépészmérnökkel (Honti Nándor illusztrátor bátyjával), akitől 1922-ben elvált. 1922. június 2-án Budapesten Dienstl András Ferenc nyugalmazott őrnagy, későbbi ezredes felesége lett.

## Fontosabb színházi szerepei
- Pearce-né (Shaw: Pygmalion)
- Velkovicsné (Mikszáth K.–Harsányi Zs.: A Noszty fiú esete Tóth Marival)
- Mama (Szenes B.: Az alvó férj)
- Anfisza (Csehov: Három nővér)
- Orkán Flóra (Postáskisasszony)
- Héloise (Őrnagy úr)
- Boris (Glória)

## Filmszerepei
- A páter és a Péter (1912, rövid) – szakácsnő
- A tata, mint dada (1912, rövid) – a nagysága
- A csikós (1913) – Katalin
- A szerelem bolondjai (1917) – Világosiné
- Tűzpróba (1917)
- Karenina Anna (1918)
- Kard és eke (1918, rövid)
- Drakula halála (1921)
- Névtelen vár (1920) – Lisette
- Kacagó asszony (1930)
- Havi 200 fix (1936) – Sári néni, Magda nagynénje